# Drive by Shooting
Drive by Shooting é um EP solo de hardcore punk lançado por Henry Rollins, e creditado à banda "Henrietta Collins & The Wife-Beating Child-Haters". Esse álbum foi um precursor para o que, mais tarde, seria a famosa Rollins Band.
A música "I Have Come to Kill You" é uma paródia da música "We Will Rock You" do Queen. A faixa "Ex-Lion Tamer" é um cover da banda Wire, e o álbum traz também uma música no mesmo estilo das músicas do Beach Boys. Esse álbum encontra-se disponível em um pacote de CD duplo, que traz junto o álbum Hot Animal Machine.
| Críticas profissionais                                                      | Críticas profissionais |
| Avaliações da crítica                                                       | Avaliações da crítica  |
| Fonte                                                                       | Avaliação              |
| --------------------------------------------------------------------------- | ---------------------- |
| allmusic                                                                    | [ 1 ]                  |
| Esta tabela precisa de ser acompanhada por texto em prosa. Consulte o guia. |                        |

## Faixas
| N.º | Título                    | Compositor(es)             | Duração |  |
| 1.  | "Drive by Shooting"       | Rollins Band               | 2:01    |  |
| 2.  | "Ex-Lion Tamer"           | Graham Lewis; Colin Newman | 1:54    |  |
| 3.  | "Hey Henrietta"           | Rollins Band               | 3:00    |  |
| 4.  | "Can You Speak This?"     | Rollins Band               | 2:00    |  |
| 5.  | "I Have Come to Kill You" | Rollins Band               | 5:21    |  |
| 6.  | "Men Are Pigs"            | Rollins Band               | 2:38    |  |
| 7.  | "The Road Song"           | Rollins Band               | 2:36    |  |

## Faixas (Lançamento original em vinil)
| N.º | Título                           | Compositor(es)             | Duração |  |
| 1.  | "Drive by Shooting"              | Rollins Band               | 2:01    |  |
| 2.  | "Ex-Lion Tamer"                  | Graham Lewis; Colin Newman | 1:54    |  |
| 3.  | "Black and White (instrumental)" | Rollins Band               | -       |  |
| 4.  | "Hey Henrietta"                  | Rollins Band               | 3:00    |  |
| 5.  | "Can You Speak This?"            | Rollins Band               | 2:00    |  |
| 6.  | "I Have Come to Kill You"        | Rollins Band               | 5:21    |  |
| 7.  | "Men Are Pigs"                   | Rollins Band               | 2:38    |  |

- "Black and White" não é listada no encarte.

## Banda
- Henry Rollins - Vocal
- Chris Haskett - Guitarra
- Bernie Wandel - Baixo
- Mick Green - Bateria